# Джованні Антоніо Ріцці Дзанноні
Джованні Антоніо Ріцці Дзнноні (італ. Giovanni Antonio Bartolomeo Rizzi Zannoni; 1736, Падуя — 1814, Неаполь) — італійський географ та картограф.

## Життєпис
Народився 1736 р. в Падуї. Універсальний астроном,геодезист та математик. Був географом Венеціанської республіки і гідрографом торгового флоту в Парижі. Карти в його різних атласах були декоративно вигравірувані та оздоблені картушами. Його найбільше досягненням — розроблення великомасштабного (1:629 000) атласу Польщі. Автори атласу: Джованні Антоніо Ріцці Дзанноні, Францішек Флоріан Чакі (Franciszek Florian Czaki (Csaky de Kerestszegh); ? — 1772) — картограф, капітан артилерії, Ян Ендерсх (Jan Fryderyk Endersch; 1705—1769) — картограф, математик, механік. Назва атласу: «Carte de la Pologne: Divisée par provinces et palatinats et subdivisée par districts, construite d'après quantité d arpentages d observations, et de mesures prises sur les lieux» (Карти Польщі з її провінціями, воєводствами, землями і регіонами)..
Атлас складався з 23 карт (однієї генеральної карти «Wizerunek powszechny Polski y Litwy» та її окремих частин). Українські землі зображені на аркушах 14, 15, 16, 18, 19, 20, 22, 23, 24. Це перший детальний й великомасштабний атлас Польщі до її поділів у 1772, 1793 і 1795 рр. Карти атласу охоплюють територію сучасної України, Польщі, Литви, Білорусі та західних районів Росії. Карти гравіровані та ілюміновані від руки. Ініціатором видання був князь, меценат Юзеф Олександр Яблоновський (Józef Aleksander Jabłonowski)..
На замовлення правителів Речі Посполитої та Османської імперії розробив карти для встановлення точних кордонів володінь у пониззі Дніпра..
Помер 1814 р. в Неаполі.

## Карти України
Аркуш № 14. Woiewodztwa Lubelskie y Rawskie. Mazowsze y Podlasie Południowe. Część Pułnocna Woiewodztw Bełzkiego, Ruskiego y Sendomirskiego Część Zachodnia Woiewodztwo Wolyńskiego y Brzeskiego- Litewskiego...
Аркуш № 15. Część Pułnocna Woiewodztw Wołinskiego y Kiiowskiego. Powiat Piński, w Litwie Południowey...
Аркуш № 16. Karta granic Polski y Russyi, zawieraiąca część Północną Ukrainy, bieg Dniepru od Chełmicza aż do Kiiowa, Deszny, Semu y inszych Rzek mniey znacznych. (Карта кордонів Польщі і Руссії, що містить частину Північної України, течію Дніпра, починаючи з Холміца аж до Києва). Напис на мапі — Ukraina Moskiewska (Україна Московська). Карта поміщена в атласі Польщі..
Аркуш № 18."Woiewodztwo Ruskie, Część Krakowskiego, Sędomirskiego y Bełzkiego z granicami Węgier, y Polski, ktore gory Karpackie nakształt łańcucha wyciągnione, od góry Wolska aż do Talabry, wyznaczaią № 18". 1772 р. Масштаб 1:690 000. Видавництво: Париж. Формат аркушу 33,2 x 52,8 см. Карта поміщена в атласі Польщі..
Аркуш № 19. Karta Podola, znaczney Części Wołynia, płynienie Dniestru od Uścia, aż do Chocima y Ładowa, Bogu od swego zrzodła, aż do Ładyczyna, Pogranicze Mołdawy, Woiewodztw Bełzkiego, Ruskiego, Kiiowskiego y Bracławskiego...
Аркуш № 20. Karta Granic Polski, y Russyi, Zawieraiąca Część Południową Ukrainy, y Przeciąg Dniepru, Zacząwszy od Kiiowa, aż do Samary (Карта кордонів Польщі і Руссії, що містить частину Південної України, течію Дніпра, починаючи з Києва аж до Самари). Напис на мапі — Ukraina Polska (Україна Польська). Карта поміщена в атласі Польщі..
Аркуш № 22. Karta Granic Polski, y Siedmiogrodu, Zawieraiąca Część Południową Ziemi Halickiey, y Dalszy Przeciąg Gór Karpackich, Zacząwszy Od Gory Talabri, Aż do Zrzodła Maruzyi...
Аркуш № 23. Karta Granic Polski, Zacząwszy od Końca Gór Karpackich w Siedmiogrodzie, aż do Osady Tatarow Bessarabskich, Zawieraiąca Moldawią Pułnocną, Stepy Tatarow Lipkow, y Wyciągnienie Dniestru od Chocima, aż do Benderu...
Аркуш № 24. Karta granic Polski, zacząwszy od Bałty, aż do rzeki Sina-Woda, zawieraiąca Słobody Kozaków, Humańskich, y Zaporohowskich, Stépy Tatarow, Oczakowskich, Bessarabskich y Nogayskich, z ich ordami, tak ie w roku MDCCLXVII Han-Krymski poosadzał. Znayduie się tu ieszcze, dalsze wyciągnienie Bógu, y Dniestru (Карта кордонів Польщі, почавши від Балти, аж до ріки Синя Вода, включаючи слободи козаків уманських і запорозьких; степи татар очаківських, бесарабських і ногайських, з ïхніми ордами, які року 1767 хан кримський поосаджував; знаходиться тут ще подальша течія Бугу та Дністру; Дніпро також від порогів, аж до впадіння у море Чорне). Написи на мапі — Kozaków Humańskich y Zaporohowskich (Козаків Уманських та Запорозьких); по течії Дніпра — зліва та справа території Запорозькі (Osady Zaporohowcow); Kozaczyzna Humańska (Козаччина Уманська). Карта поміщена в атласі Польщі..
1774 р. мапа — «Carte De La Partie Septentrionale De L Empire Otoman Contentant la Crimee, la Moldavie, la Valakie, la Bulgarie, avec la Nouvelle Russie, les Gouvernement d'Astracan, et de Voronez, les Tartares, Cosques &c. Par le Sr. Rizzi Zannoni . . . 1774» (Карта Північної частини Османської імперії…). Видавництво Париж, формат — 22 × 17 дюймів. Перевидана у Венеції 1784 р. на 6 аркушах, Ремондіні (Remondini). Поміщена в атласі «SANTINI, P. / REMONDINI, M. — Atlas Universel dressé sur les meilleures cartes modernes». Між Пд. Бугом та Дніпром напис на мапі Territoire des Zaporoviens (Територія (земля) Запорожців). Північніше території запорожців на карті позначено кордон між Російською державою та Османською імперією, який був до Белградського мирного договору 1739 р. (тобто кордон станом на 22 жовтня 1705 р.). Над лінією кордону на карті напис Kozaci Slobodsczy (Козаки Слобідські). Між лінією кордону та полком Гусарів Хорватських напис — Regimеnt Ukraincow (Полк Українців)...
1781 р. Джованні Антоніо Ріцці Дзанноні видає мапу «LI PALATINATI DI BRACLAW, E KIOWIА. TRATTA DALL’ ATLANTE POLACCO DEL SIGR. RIZZI ZANONI» (БРАЦЛАВСЬКЕ ТА КИЇВСЬКЕ ВОЄВОДСТВА З ПОЛЬСЬКОГО АТЛАСУ РИЦЦИ ЗАННОНІ). Видавництво: Венеція (Venezia). Папір, мідерит, багатоколірне ручне тонування аквареллю. Кольоровий художній картуш. Масштаб: 1:1 460 000 (8 звичайн. італійських миль в 1 см). Мова: італійська. На карті позначено Київське та Брацлавське воєводства, визначені межами річок Дніпро та Дністер. Напис на мапі — Ukrania Russa...